# 洛格羅尼奧主教座堂
洛格羅尼奧主教座堂（西班牙語：Concatedral de Santa María de la Redonda）是位於西班牙城市洛格羅尼奧的一座羅馬天主教的主教座堂。教堂在1931年被列入西班牙的保護建築。